# George Henry Hamilton Tate
George Hamilton Tate (ur. 30 kwietnia 1894 w Londynie, zm. 24 grudnia 1953 w Morristown w New Jersey) – amerykański zoolog pochodzenia brytyjskiego.
W 1912 roku rodzina Tate zamieszkała w New Jersey i George rozpoczął pracę przy obsłudze telegrafu w mieście Nowy Jork. W 1914 roku wstąpił do armii brytyjskiej. Od 1918 do 1919 studiował w Imperial College of Science and Technology w Londynie, a w 1921 został asystentem w Amerykańskim Muzeum Historii Naturalnej (AMNH). Od 1921 do 1929 brał udział w wielu wyprawach do Ameryki Południowej. W 1927 roku ukończył studia (Bachelor of Science) na Uniwersytecie Columbia i otrzymał obywatelstwo USA. W 1931 roku zdobył na tej samej uczelni tytuł Master of Science i został asystentem kuratora w departamencie teriologii w Amerykańskim Muzeum Historii Naturalnej, a następnie współpracownikiem kuratora (1942) i kuratorem (1946). Od 1936 do 1937 pracował na Nowej Gwinei. W 1938 roku zdobył tytuł doktora nauk na Uniwersytecie Montrealskim i pracował na terenie Wenezueli, a w latach 1939–1940 w Afryce Zachodniej. Jego ostatni wyjazd wiódł do Australii (od 1947 do 1948).
W 1943 roku wydał z Donaldem Carterem Animals of the Pacific World; w 1944 roku A List of the Mammals of the Japanese War Area; w 1946 wraz z Donaldem Carterem i Johnem E. Hillem Mammals of Eastern Asia, zaś w 1951 roku The rodents of Australia and New Guinea.